# Commiphora corrugata
Commiphora corrugata är en tvåhjärtbladig växtart som beskrevs av Gillett & K. Vollesen. Commiphora corrugata ingår i släktet Commiphora och familjen Burseraceae. Inga underarter finns listade i Catalogue of Life.